# All I Care For
All I Care For è il primo singolo pubblicato dalla rock band svizzera Gotthard, estratto dal loro eponimo album di debutto Gotthard nel 1992. Si tratta di una malinconica ballad acustica, un po' in contrasto con lo stile musicale dell'album, registrata esclusivamente con voce e chitarra, e l'aggiunta di qualche breve intervento di tastiere.
Il singolo ha riscosso un buon successo e ha subito proiettato gli esordienti Gotthard nelle parti alte delle classifiche svizzere.
La canzone è stata accompagnata da un video musicale girato quasi interamente in bianco e nero.

## Tracce
Tutte le canzoni sono state composte da Steve Lee e Leo Leoni.
CD-Maxi Ariola 74321-10189-2
1. All I Care For – 3:09
2. Downtown – 3:04
3. Lonely Heartache – 3:45

## Classifiche
| Classifica (1992) | Posizione massima |
| ----------------- | ----------------- |
| Svizzera          | 13                |